# Krzysztof Skórczewski
Krzysztof Skórczewski (ur. 14 listopada 1947 w Krakowie) – artysta, grafik. Uprawia miedzioryt, ale tworzy także rysunki, pastele, akwarele.

## Życiorys
Absolwent krakowskiego liceum im. Króla Jana III Sobieskiego. W latach 1965–1971 studiował w krakowskiej Akademii Sztuk Pięknych, gdzie uzyskał dyplom na wydziale grafiki. Od 1970 r. brał udział w konkursach i wystawach grafiki studenckiej. Studiował na Kungliga Konsthögskolan – Królewskiej Wyższej Szkole Artystycznej w Sztokholmie, gdzie zaczął zajmować się rytowaniem w miedzi. Od 1976 r. poświęcił się miedziorytnictwu, stworzył kilkaset grafik.
W latach 1995–2004 prowadził zajęcia w Europejskiej Akademii Sztuk w Warszawie, a od 2004 do 2017 był pracownikiem dydaktycznym Uniwersytetu Rzeszowskiego (Wydział Sztuki).
W 2012 r. otrzymał tytuł profesora zwyczajnego.
W 2003 r. prowadził zajęcia na Uniwersytecie Stanowym Utah w Logan.
W latach 2012 i 2015 odbył serię spotkań ze studentami grafiki pekińskiego Uniwersytetu Tsinghua oraz brał udział w projekcie tworzenia Centrum Grafiki w chińskim Nantong.
Członek założonego w 1889 r. francuskiego stowarzyszenia Société des Peintres-Graveurs.
W 2013 r. został członkiem czynnym Polskiej Akademii Umiejętności.

## Dorobek wystawienniczy
Prace artysty znajdują się m.in. w kolekcjach muzeów i galerii:
- Museum of Modern Art –  Nowy Jork, USA,
- Museum of Art, University of Arizona –  Tucson, USA,
- California College of Arts and Crafts w Oakland –  Kalifornia, USA,
- Guilford`s Art Gallery, Guilford College w Greensboro,
- Oregon Art Institute w Portland,
- 1895 Nantong Creative Industry Park –  Chiny,
- Graphische Sammlung Albertina –  Wiedeń,
- Muzeum Narodowe w Warszawie, Krakowie, Bydgoszczy, Gdańsku, Poznaniu i Przemyślu,
- Ponadto kolekcje miedziorytów – Biblioteka PAU i PAN Kraków,

- Muzeum Miedzi w Legnicy zgromadziło pełną kolekcję miedziorytów artysty, a do wielu z nich ma także szkice, odbitki próbne i matryce[5].

## Życie prywatne
Mieszka i pracuje wraz z żoną Magdą w Krakowie, mają dwóch synów Kamila i Grzegorza.